# 罗谢圣母村
罗谢圣母村（法語：Notre-Dame-du-Rocher，法語發音：[nɔtʁ dam dy ʁɔʃe] ⓘ）是法国奥恩省的一个旧市镇，位于该省西北部，属于阿让唐区。2016年1月1日，罗谢圣母村和相邻的另外7个市镇合并为新市镇阿蒂斯-瓦勒德鲁夫尔（Athis-Val de Rouvre）。

## 地理
罗谢圣母村（48°47'43"N, 0°24'23"W）面积3.43 平方千米，位于法国诺曼底大区奧恩省，该省份为法国西北部内陆省份，北起顺时针与卡爾瓦多斯省、厄尔省、厄尔-卢瓦省、萨尔特省、马耶讷省和芒什省接壤。
与罗谢圣母村接壤的市镇（或旧市镇、城区）包括：塞格里方丹、布雷埃、拉卡尔内耶、圣奥诺里内-拉吉洛姆、塔耶布瓦。

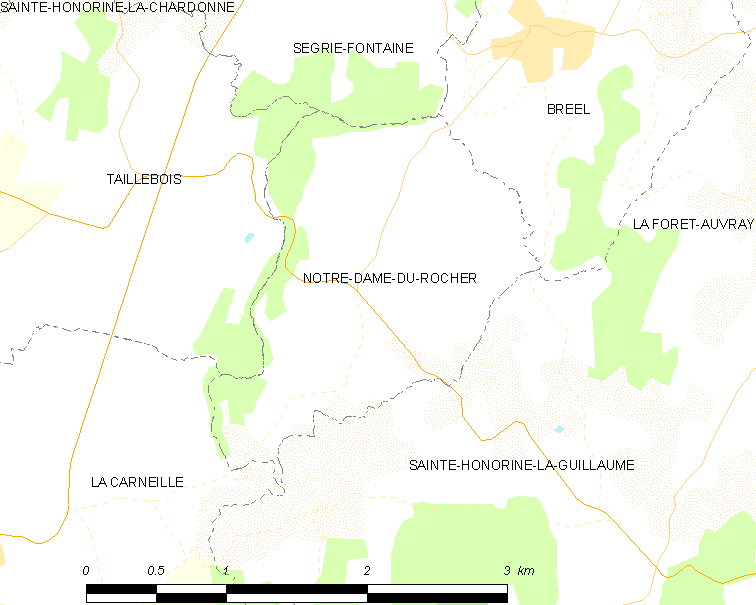
罗谢圣母村的OSM定位图

罗谢圣母村的时区为UTC+01:00、UTC+02:00（夏令时）。

## 行政
罗谢圣母村的邮政编码为61100，INSEE市镇编码为61313。

## 政治
罗谢圣母村所属的省级选区为阿蒂斯-瓦勒德鲁夫尔县。

## 人口

1962-2008年间罗谢圣母村人口变化图示

罗谢圣母村于2018年1月1日时的人口数量为53人。